# Cumae
Cumae (altgriechisch Κύμη Kyme; italienisch Cuma) war eine antike Stadt in der italienischen Region Kampanien nordwestlich von Neapel (Gemeinde Bacoli). Der Name leitet sich vermutlich von der griechischen Stadt Kyme auf Euböa ab, eventuell aber auch vom griechischen Wort κῦμα kyma
(„Welle“, in Anspielung auf die wellenförmige Silhouette der Halbinsel, auf der der Ort liegt).

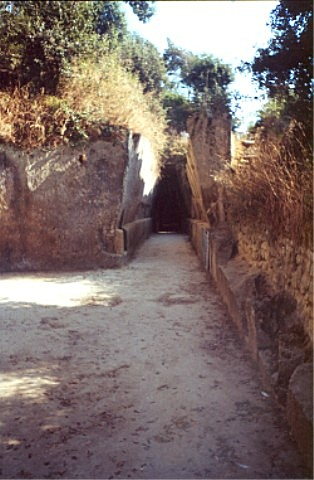
Eingang der Sibyllengrotte von Cumae

## Geschichte
Cumae wurde um 740 v. Chr. von griechischen Kolonisten aus Chalkis und Eretria gegründet, die zuvor seit 770 v. Chr. auf der dem Festland vorgelagerten Insel Ischia den Ort Pithekoussai (altgriechisch Πιθηκοῦσσαι „Affeninsel“) besiedelt hatten, und war damit die erste griechische Apoikie auf dem italienischen Festland. Kyme war als Polis organisiert. Später gründete es eigene Pflanzstädte: Dikaiarcheia (Puteoli, Pozzuoli) und Neapolis (Neapel).
Cumae wurde berühmt als der Ort, an dem die Sibylle von Cumae wahrsagte; ihre angebliche Höhle ist heute eine Touristenattraktion. Sie liegt in einem Raum, zu dem ein 131 Meter langer Gang führt, der mit vielen Verzweigungen in den Südhang des Burgberges geschlagen wurde. Der älteste Teil dieser Anlage stammt aus dem 6. oder 5. Jahrhundert v. Chr. Darüber hinaus ist Cumae der Ort, wo später das einflussreiche frühchristliche Werk Der Hirte des Hermas durch Visionen inspiriert worden sein soll.
Seine Blütezeit erlebte Kyme/Cumae zwischen 700 und 500 v. Chr., als es unter dem Tyrannen Aristodemos in den Jahren 524 und 504 v. Chr. die Etrusker abwehrte und sie im Jahr 474 v. Chr. mit den vereinigten Flotten von Cumae und Syrakus unter Hieron I. in der Schlacht von Kyme erneut schlug.
Um 420 v. Chr. wurde Kyme/Cumae von den Samniten erobert, übernahm in der Folge oskische Bräuche und verlor seinen griechischen Charakter. Seit dem Ende des Ersten Samnitenkriegs 341 v. Chr. wurde es von der römischen Republik beherrscht, seit 334 v. Chr. besaß Cumae eingeschränkte Rechte als römisches municipium. Nachdem Cumae in der Kaiserzeit seine Funktion als Hafen an Puteoli verloren hatte, wurde es still um die Stadt, die jetzt nur noch als Sitz der Sibylle von Bedeutung war.
In der augusteischen Zeit entstand am Ort die epigraphisch festgehaltene und in Fragmenten erhalten gebliebene lex Cumana, ein Bestattungsgesetz, dessen Analyse zum Verständnis des römischen Rechts außerhalb der Stadt Rom beiträgt.

## Archäologie
Grabungen brachten auf der Akropolis einen Zeustempel aus dem späten 6. Jahrhundert v. Chr. zu Tage, der im 5. Jahrhundert n. Chr. in eine Basilika umgewidmet wurde, sowie unterhalb der Burg einen Apollontempel, der vermutlich im 6. oder 5. Jahrhundert v. Chr. entstand, im späten 4. Jahrhundert v. Chr. und noch einmal zur Zeit des Augustus erneuert und schließlich um 500 n. Chr. zu einer Basilika umgewidmet wurde. Augustus zu verdanken sind auch der Bau von Thermen und eines Amphitheaters sowie der Ausbau des Hafens von Misenum östlich der Stadt durch den von Lucius Cocceius Auctus realisierten Portus Iulius. Beim Hafen stand ein Isis-Tempel, in dem sich ägyptische Statuen fanden.